# Desa Gentong (administrativ by i Indonesien, lat -7,64, long 112,89)
Desa Gentong är en administrativ by i Indonesien.   Den ligger i provinsen Jawa Timur, i den västra delen av landet, 700 km öster om huvudstaden Jakarta.